# 다리오 콜로냐
다리오 알론초 콜로냐(이탈리아어: Dario Alonzo Cologna, 1986년 3월 11일~)는 스위스의 크로스컨트리 스키 선수이다. 2006년부터 크로스컨트리 시니어 국제 대회에 출전하고 있다. 2010년 동계 올림픽 15km 프리 부문에서 금메달을 획득했다. 알파인 스키 강국인 스위스가 동계올림픽 크로스컨트리 스키 부문에서 금메달을 딴 것은 최초의 일이었다. 그리고 2014년 동계 올림픽 15km 프리와 2018년 동계 올림픽 15km 프리 부문에서도 금메달을 획득하여 올림픽 3연패를 달성하였다.